# Андейк

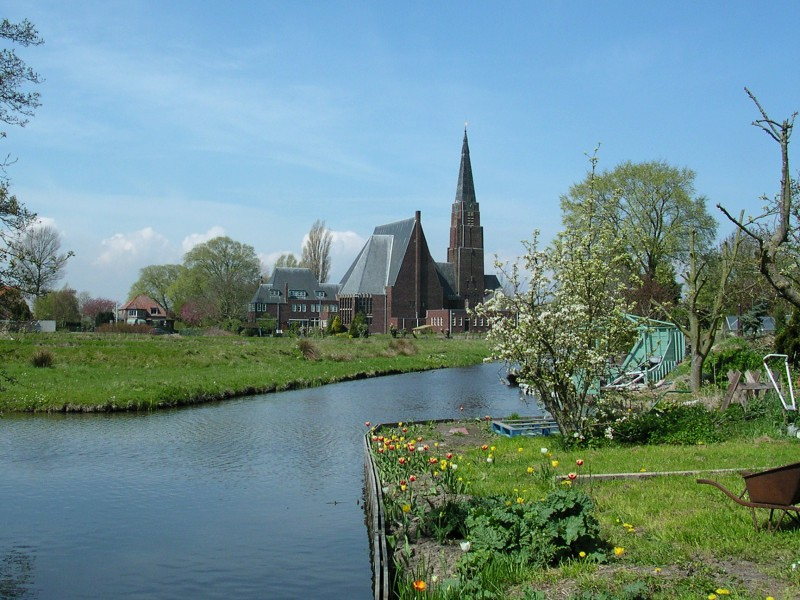
Церква у селі

Андейк (нід. Andijk) — село в нідерландській провінції Північна Голландія. Входить до муніципалітету Медемблік. Назва селища походить від нідерландського словосполучення «aan de dijk», що значить «на дамбі».
Знаходиться поруч з озером Ейсселмер. Площа селища — 47,69 км
Населення — 6423 (1 січня 2004 року). Густота населення — 134,68 осіб/км².
Тип клімату — помірно морський.
В селищі є дамба, що постачає питною водою майже весь регіон.
Велику роль відіграє сільське господарство — населення займається садівництвом (вирощування яблук, груш) та квітникарством (тюльпани, лілеї, троянди).
В Андейку є культурний центр «Cultura», клуб місцевої спільноти «SARTO», міжнародний водно-спортивний порт «Andijk», музей трударів Другої Світової Війни, церква (побудована у 1667 році).